# Zain Shaito
Zain Shaito (ur. 19 października 1990) – libański szermierz specjalizujący się we florecie. Uczestnik igrzysk olimpijskich Londyn 2012.

## Londyn 2012
| Runda       | Przeciwnik | Państwo | Wynik |
| ----------- | ---------- | ------- | ----- |
| 1/32 finału | Zhu Jun    | Chiny   | 2:15  |